# Blommersia grandisonae
Blommersia grandisonae (Guibé, 1974) è una rana della famiglia Mantellidae, endemica del Madagascar.

## Descrizione
È una rana di taglia medio piccola che raggiunge una lunghezza di 18-24 mm.

Il dorso è di colore uniformemente grigio-verde e presenta una doppia banda laterale, nera superiormente e bianca inferiormente, che dal muso si dirige verso l'inserzione delle zampe anteriori, passando sotto l'occhio e l'orecchio.

## Distribuzione e habitat
La Blommersia grandisonae è diffusa nella foresta pluviale che occupa da nord a sud la costa orientale del Madagascar, da 200 a 1000 m di altitudine.